# Geckoella albofasciatus
Geckoella albofasciatus este o specie de șopârle din genul Geckoella, familia Gekkonidae, descrisă de Boulenger 1885. Conform Catalogue of Life specia Geckoella albofasciatus nu are subspecii cunoscute.